# Пуцинтей
Пуцинтей (рум. Puțintei) — село в Оргіївському районі Молдови. Адміністративний центр однойменної комуни, до складу якої також входять села Дішкова та Випрова.

## Населення
За даними перепису населення 2004 року у селі проживали 1011 осіб.
Національний склад населення села:
| Національність | Кількість осіб | Відсоток |
| -------------- | -------------- | -------- |
| молдавани      | 1010           | 99,9%    |
| росіяни        | 1              | 0,1%     |
| Всього         | 1011           | 100%     |